# Anthony Knockaert
Anthony Patrick Knockaert (Roubaix, 20 novembre 1991) è un calciatore francese, attaccante o ala dello Stade Mouscronnois.

## Caratteristiche tecniche
Giocatore agile e dotato di una buona tecnica individuale, ha la caratteristica di effettuare spesso un dribbling a rientrare sul piede sinistro per cercare il tiro a giro dalla distanza.

## Carriera

### Club

#### Giovanili
A livello giovanile ha giocato nel Wasquehal (1997-1999), nel Leers (1999-2001), nel Lens (2001-2007) e nel Lesquin (2007-2009).

#### Guingamp
Dal 2009 al 2012 ha giocato per il Guingamp con cui ha ottenuto 70 presenze e 18 gol in campionato.

#### Leicester City
Il 1º luglio 2012 si è trasferito al Leicester City, con cui ha vinto il campionato di Football League Championship (seconda divisione inglese) nella stagione 2013-2014. Esordisce in (Premier League) nel match casalingo contro l'Everton (la partita finirà poi 2-2). Conclude la stagione 2014–2015 con 9 presenze e nessuna rete e a fine stagione lascerà la squadra. Con le Foxes ha ottenuto in totale 106 presenze segnando 16 gol tra tutte le competizioni.

#### Standard Liegi e Brighton
Il 4 giugno 2015 è stato acquistato dallo Standard Liegi. L'esperienza in Belgio dura soltanto sei mesi e alla fine lascia il club di Liegi dopo aver messo insieme 27 presenze e 7 reti.
Il 7 gennaio 2016 si è trasferito al Brighton, squadra militante in Football League Championship (seconda divisione inglese). Dopo aver siglato il definitivo 3-0 contro il QPR, il calciatore francese rende omaggio al padre deceduto a novembre 2016. A fine stagione grazie alle sue 15 reti siglate contribuisce al ritorno in massima serie Seagulls dopo 34 anni.
Il 15 ottobre 2017 mette a segno il suo primo gol in assoluto in (FA Premier League) nella partita pareggiata 1-1 contro l'Everton.

#### Fulham e vari prestiti
Il 21 luglio 2019 viene ingaggiato in prestito con obbligo di riscatto dal Fulham. L'8 luglio 2020, il Fulham lo ha riscattato a titolo definitivo per una cifra che può raggiungere i 15 milioni di sterline con i bonus; Knockaert firma un contratto di tre anni. Disputa tutte e tre le partite di spareggio del Fulham, contribuendo all'immediato ritorno in Premier League.
La stagione seguente, dopo l'inizio con i Cottagers, viene ceduto in prestito al Nottingham Forest con cui colleziona 35 presenze e 3 reti in stagione, prima di far ritorno ai londinesi.
Nella stagione 2021-2022 raccoglie solo 7 presenze con la maglia del Fulham, con cui vince il campionato e ottiene la promozione in Premier League; l'anno seguente, dopo aver iniziato con i bianconeri, viene ceduto in prestito ai greci del Volo fino al termine della stagione. Con gli ellenici mette insieme 11 presenze ed 1 goal tra campionato e coppa nazionale prima che il prestito venga risolto.
Tornato in Inghilterra, viene ceduto immediatamente in prestito all'Huddersfield Town per il resto della stagione.

### Nazionale
Ha giocato tra il 2011 e 2012 con l'Under-20 della Francia (10 presenze e 4 gol) e nel 2012 con la nazionale Under-21 francese con cui ha giocato 3 partite segnando una rete.

## Statistiche

### Presenze e reti nei club
Statistiche aggiornate al 30 giugno 2023.
| Stagione               | Squadra                | Campionato             | Campionato | Campionato | Coppe nazionali | Coppe nazionali | Coppe nazionali | Coppe continentali | Coppe continentali | Coppe continentali | Altre coppe | Altre coppe | Altre coppe | Totale | Totale |
| Stagione               | Squadra                | Comp                   | Pres       | Reti       | Comp            | Pres            | Reti            | Comp               | Pres               | Reti               | Comp        | Pres        | Reti        | Pres   | Reti   |
| ---------------------- | ---------------------- | ---------------------- | ---------- | ---------- | --------------- | --------------- | --------------- | ------------------ | ------------------ | ------------------ | ----------- | ----------- | ----------- | ------ | ------ |
| 2010-2011              | Guingamp               | CN                     | 24         | 2          | CF+CdL          | 2+4             | 1+2             | -                  | -                  | -                  | -           | -           | -           | 30     | 5      |
| 2011-2012              | Guingamp               | L2                     | 36         | 11         | CF+CdL          | 2+2             | 0+2             | -                  | -                  | -                  | -           | -           | -           | 40     | 13     |
| Totale Guingamp        | Totale Guingamp        | Totale Guingamp        | 60         | 13         |                 | 10              | 5               |                    | -                  | -                  |             | -           | -           | 70     | 18     |
| 2012-2013              | Leicester City         | FLC                    | 42+2       | 8+0        | FACup+CdL       | 2+1             | 0+1             | -                  | -                  | -                  | -           | -           | -           | 47     | 9      |
| 2013-2014              | Leicester City         | FLC                    | 42         | 5          | FACup+CdL       | 1+5             | 0+2             | -                  | -                  | -                  | -           | -           | -           | 48     | 7      |
| 2014-2015              | Leicester City         | PL                     | 9          | 0          | FACup+CdL       | 1+1             | 0               | -                  | -                  | -                  | -           | -           | -           | 11     | 0      |
| Totale Leicester City  | Totale Leicester City  | Totale Leicester City  | 93+2       | 13+0       |                 | 11              | 3               |                    | -                  | -                  |             | -           | -           | 106    | 16     |
| 2015-gen. 2016         | Standard Liegi         | D1                     | 20         | 5          | CB              | 3               | 0               | UEL                | 4                  | 2                  | -           | -           | -           | 27     | 7      |
| gen.-giu. 2016         | Brighton               | FLC                    | 19+2       | 5+0        | FACup+CdL       | 0+0             | 0               | -                  | -                  | -                  | -           | -           | -           | 21     | 5      |
| 2016-2017              | Brighton               | FLC                    | 45         | 15         | FACup+CdL       | 0+0             | 0               | -                  | -                  | -                  | -           | -           | -           | 45     | 15     |
| 2017-2018              | Brighton               | PL                     | 33         | 3          | FACup+CdL       | 2+2             | 0               | -                  | -                  | -                  | -           | -           | -           | 37     | 3      |
| 2018-2019              | Brighton               | PL                     | 30         | 2          | FACup+CdL       | 6+0             | 2               | -                  | -                  | -                  | -           | -           | -           | 36     | 4      |
| Totale Brighton & Hove | Totale Brighton & Hove | Totale Brighton & Hove | 127+2      | 25+0       |                 | 10              | 2               |                    | -                  | -                  |             | -           | -           | 139    | 27     |
| 2019-2020              | Fulham                 | FLC                    | 42+3       | 4+0        | FACup+CdL       | 1+1             | 1+0             | -                  | -                  | -                  | -           | -           | -           | 47     | 5      |
| set.-ott. 2020         | Fulham                 | PL                     | 0          | 0          | FACup+CdL       | 0+3             | 0               | -                  | -                  | -                  | -           | -           | -           | 3      | 0      |
| ott. 2020-2021         | Nottingham Forest      | FLC                    | 34         | 2          | FACup+CdL       | 1+0             | 1+0             | -                  | -                  | -                  | -           | -           | -           | 35     | 3      |
| 2021-2022              | Fulham                 | FLC                    | 4          | 0          | FACup+CdL       | 1+2             | 0+0             | -                  | -                  | -                  | -           | -           | -           | 7      | 0      |
| ago.-set. 2022         | Fulham                 | PL                     | 0          | 0          | FACup+CdL       | 0+0             | 0               | -                  | -                  | -                  | -           | -           | -           | 0      | 0      |
| Totale Fulham          | Totale Fulham          | Totale Fulham          | 46+3       | 4+0        |                 | 8               | 1               |                    | -                  | -                  |             | -           | -           | 57     | 5      |
| set. 2022-gen. 2023    | Volo                   | SLE                    | 9          | 1          | CG              | 2               | 0               | -                  | -                  | -                  | -           | -           | -           | 11     | 1      |
| gen.-giu. 2023         | Huddersfield Town      | FLC                    | 5          | 0          | FACup+CdL       | -               | -               | -                  | -                  | -                  | -           | -           | -           | 5      | 0      |
| Totale carriera        | Totale carriera        | Totale carriera        | 401        | 63         |                 | 45              | 12              |                    | 4                  | 2                  |             | -           | -           | 450    | 77     |

## Palmarès

### Club

#### Competizioni nazionali
- Championnat National: 1

Guingamp: 2010-2011
- Campionato inglese di seconda divisione: 2

Leicester City: 2013-2014
Fulham: 2021-2022

### Individuale
- EFL Awards: 1

2017